# Åsbyblocket
Der Åsbyblocket (Samnordisk runtextdatabas Sö 324) ist ein Runenstein am Straßenrand im Weiler Åsby zwischen der Kirche von Helgarö und dem Björsund auf der Halbinsel Helgarö in Strängnäs in Södermanland in Schweden.

## Inschrift und Bilder
Der Stein ist mit einem Runentext und auf zwei anderen Seiten mit bildlichen Ritzungen versehen. Die Runeninschrift ist klar erkennbar, aber der Text ist unsicher. Der Ritzer des Steins wird als Amateur angesehen, da es schwer ist, den Inhalt zu deuten. Von ihm stammt wahrscheinlich auch die Gökstenritzung.
Der abgebildete Mann könnte eine mythologische Figur sein. Die Darstellung entspricht derjenigen der Riesin Hyrrokkin oder Holdrykka auf einem Stein des Hunnestad-Monument (DR 284) in Schonen. Das Boot im Hintergrund wird als ein Hinweis darauf gewertet.
Hyrrokkin war laut Snorri Sturlusons Gylfaginning eine Riesin, die die Asen aufforderten, Balders Totenschiff auf das Meer hinauszuschieben. Balders Hringhorni war das größte aller Schiffe und sollte als Begräbnisschiff des Gottes und seiner Frau Nanna dienen. Hyrrokkin machte das so schnell, dass die Reibung das Schiff in Brand setzte.
Ob die Kreuzritzung an der Kopfseite des Steins original ist, ist fraglich.

## Umgebung
Die gesamte Halbinsel ist voller Gräberfelder. Die Entfernung zum Gräberfeld am Ingjaldshögen ist gering – am nördlichen Ende liegt Rällingeborg.
In der Nähe steht der Runenstein von Kjula ås.